# Sydney Sweeney
Sydney Bernice Sweeney (Spokane, Washington, 12 de septiembre de 1997) es una actriz, modelo y productora estadounidense. Es conocida por sus papeles en la serie dramática Euphoria (2019-presente)  de HBO y en la primera temporada de la serie de antología The White Lotus (2021), que le valió nominaciones a dos premios Primetime Emmy.
Sweeney llamó la atención por primera vez en 2018 por aparecer en las series de televisión Everything Sucks! y en The Handmaid's Tale, y en la serie limitada Sharp Objects. Al año siguiente, apareció en la película Once Upon a Time in Hollywood dirigida por Quentin Tarantino. En 2023, interpretó a Reality Winner en la película dramática Reality y protagonizó la comedia romántica Anyone but You. En 2024, protagonizó la película de superhéroes Madame Web y produjo y protagonizó la película de terror Immaculate.

## Biografía
Nacida el 12 de septiembre de 1997 en Spokane, Washington, desde niña ya mostró un notable interés por los deportes, practicando fútbol, esquí y béisbol, entre otros. Su pasión por la interpretación comenzó después de participar en una audición para aparecer como extra en una película independiente que se rodaba en su ciudad. Para convencer a sus padres de que le permitieran seguir su sueño de actuar, Sweeney elaboró un plan de negocios de cinco años y comenzó a acudir a múltiples audiciones para proyectos publicitarios.

## Vida personal
En 2022 se anunció su compromiso con el empresario Jonathan Davino, su pareja desde 2018, sin embargo el 27 de marzo de 2025, pospuso su boda.

## Carrera profesional
Sweeney comenzó su carrera como personaje episódico en diversas series de televisión como 90210, Criminal Minds, Grey's Anatomy y Pretty Little Liars. Su primer papel protagónico en una serie de televisión le vino de la mano de Netflix, donde interpretó a Emaline Addario en Everything Sucks!. Después, participó en la miniserie Sharp Objects de HBO, donde interpretó como personaje recurrente a Alice, compañera de habitación del personaje de Amy Adams. Para prepararse el papel, la actriz estudió casos de chicas que experimentan autolesiones y enfermedades mentales.
Ese mismo año,[¿cuál?] Sweeney tuvo un papel en la cinta de culto Under the Silver Lake y se incorporó con un papel secundario en la segunda temporada de la serie The Handmaid's Tale de Hulu, interpretando a Eden Spencer, una chica buena y obediente de la República totalitaria y teocrática de Gilead. También protagonizó la película de terror Along Came the Devil como la heroína de ese filme.
En 2019, dio un vuelco en su carrera cuando consiguió un papel protagónico en la serie Euphoria de HBO, como el personaje Cassie Howard, compartiendo pantalla con actrices como Zendaya, Barbie Ferreira y Hunter Schafer. La serie fue un éxito internacional, lo que puso a Sydney Sweeney, al igual que sus compañeros, en primer plano. En 2022, volvió a interpretar a Cassie en la segunda temporada de la serie, obteniendo una nominación en los Primetime Emmy Awards como mejor actriz de reparto en una serie dramática.
En el cine, durante ese mismo año, participó de la mano de Quentin Tarantino en la película Once Upon a Time in Hollywood, donde interpretó a Diane «Snake» Lake, un miembro de la Familia Manson. Además, también tuvo un papel protagónico en la película Clementine, donde interpretó a Lana y participó en la película sobre la mayoría de edad Big Time Adolescence.
En 2021, protagonizó la primera temporada de la serie antológica The White Lotus de HBO, en el papel de Olivia Mossbacher, que se esperaba para ser una miniserie pero, gracias a su éxito, se convirtió en una serie con tres temporadas. Por su interpretación, obtuvo otra nominación para los Primetime Emmy Awards, esta vez en la categoría mejor actriz de reparto en una miniserie. Sus logros le valieron un lugar en la lista Time 100 Next para 2022, que «destaca a 100 estrellas emergentes».
Ese mismo año también protagonizó la película de misterio The Voyeurs, interpretando a Pipa, papel que le valió de muchos elogios, además de la película de suspenso original de Netflix, Night Teeth, en el papel de la vampiresa Eva. También protagonizó junto a Chase Hudson (Lil Huddy) el cortometraje musical Downfalls High.
En 2023, protagonizó la película basada en hechos reales Reality como la veterana de la Fuerza Aérea de los Estados Unidos Reality Winner, interpretacción por la que obtuvo buenas críticas y diversos elogios. También participó en el videoclip de la canción de regreso de The Rolling Stones «Angry», en el cual se la ve montada en la parte trasera de un convertible rojo por Los Ángeles. En diciembre del mismo año protagonizó la comedia romántica, Anyone But You junto a Glen Powell, que fue un éxito en taquilla alrededor del mundo y se viralizó gracias a las redes sociales. Fue también productora ejecutiva de la película y obtuvo una nominación en los Premios People's Choice como mejor actriz cómica de cine. Por todos estos trabajos fue reconocida dentro de Forbes 30 Under 30 de la revista Forbes.
En 2024, tuvo un papel destacado en la película Madame Web del Universo Spider-Man de Sony como el personaje Julia Carpenter, que se estrenó en cines en febrero. Además, protagonizó la cinta de terror Immaculate como Cecilia Jones, papel que le llegó por primera vez en 2014, pero que fue postergado, ejerciendo Sweeney las labores de producción. En septiembre interpretó a la colona Margret Wittmer en la cinta de supervivencia dirigida por Ron Howard Edén, que se estrenó en el Festival Internacional de Cine de Toronto y que protagoniza junto a Ana de Armas, Jude Law o Vanessa Kirby.
Entre sus próximos proyectos, tiene pendiente de estreno la cinta de thriller Echo Valley, que protagoniza junto a Julianne Moore. Además, se encuentra en plena producción de otros proyectos como el biopic sin nombre de la boxeadora Christy Martin que protagoniza y produce, así como el debut como director de Colman Domingo titulado Scandalous!, el cual produce y protagoniza como la actriz Kim Novak, y también la adaptación al cine de la novela homónima The Housemaid, que protagonizará junto a Amanda Seyfried.

## En la cultura popular
En mayo de 2025, Sweeney recibió gran atención en redes sociales tras asociarse con la marca de cuidado personal Dr. Squatch para lanzar una línea de jabones de edición limitada que contenía su "agua de baño". Tras la aparición de Sweeney en Saturday Night Live en marzo de 2024, la publicación canadiense conservadora National Post publicó un artículo preguntando: "¿Son los pechos de Sydney Sweeney presagios de la muerte del woke?", y el presentador Richard Hanania tuiteó: "El woke ha muerto" junto a un vídeo de Sweeney centrado en su busto. Sweeney describió la obsesión con su apariencia como "esta extraña relación que la gente tiene conmigo y sobre la que no tengo control". En julio de 2025, Sweeney apareció en una campaña publicitaria de American Eagle llamada "Sydney Sweeney tiene unos vaqueros geniales". La campaña, que hace un juego de palabras con los homófonos de vaqueros y genes, fue un éxito. El precio de las acciones de American Eagle (NYSE: AEO) subió un 24%, su mayor alza desde el año 2000, tras anunciar la campaña, cuyo anuncio se comparó con los anuncios de Brooke Shields con Calvin Klein en la década de 1980.  Los anuncios llamaron la atención de la administración Trump y de algunos comentaristas conservadores, quienes alegaron una reacción negativa de los "woke" contra ella, una afirmación que las agencias de noticias calificaron de "exagerada".

## Filmografía

### Cine
| Año  | Título                           | Papel                         | Notas                        |
| ---- | -------------------------------- | ----------------------------- | ---------------------------- |
| 2009 | ZMD: Zombies of Mass Destruction | Lisa                          |                              |
| 2010 | The Opium Eater                  | Sarah Detzer                  |                              |
| 2010 | Takeo                            | Samantha Wright               | Cortometraje                 |
| 2010 | Night Blind                      | Niña perdida                  |                              |
| 2010 | The Ward                         | Alice (joven)                 |                              |
| 2013 | Spiders 3D                       | Emily Cole                    |                              |
| 2014 | Angels in Stardust               | Annie                         |                              |
| 2015 | Held                             | Lily Woods                    | Cortometraje                 |
| 2015 | Love Made Visible                | Leah                          | Cortometraje                 |
| 2015 | The Martial Arts Kid             | Julia                         |                              |
| 2015 | The Unborn                       | Janey Hutchins (joven)        | Cortometraje                 |
| 2015 | Stolen From Suburbia             | Emma                          |                              |
| 2016 | Cassidy Way                      | Kelsey Connors                |                              |
| 2016 | The Horde                        | Hailey Summers                |                              |
| 2017 | Vikes                            | Ida                           |                              |
| 2017 | Dead Ant                         | Sam                           |                              |
| 2017 | It Happened Again Last Night     | Paige (joven)                 | Cortometraje                 |
| 2018 | Relentless                       | Ally                          |                              |
| 2018 | Along Came the Devil             | Ashley Winbourne              |                              |
| 2018 | Under the Silver Lake            | Estrella                      |                              |
| 2019 | Big Time Adolescence             | Holly                         |                              |
| 2019 | Clementine                       | Lana                          |                              |
| 2019 | Once Upon a Time in Hollywood    | Dianne «Snake» Lake           |                              |
| 2020 | Nocturne                         | Juliet Lowe                   |                              |
| 2021 | The Voyeurs                      | Pippa                         |                              |
| 2021 | Night Teeth                      | Eva                           |                              |
| 2023 | Reality                          | Reality Winner                |                              |
| 2023 | Americana                        | Penny Jo Poplin               |                              |
| 2023 | Anyone but You                   | Beatrice «Bea» Messina        | También productora ejecutiva |
| 2024 | Madame Web                       | Julia Cornwall / Spider-Woman |                              |
| 2024 | Immaculate                       | Cecilia Jones                 | También productora           |
| 2024 | Eden                             | Margret Wittmer               |                              |

### Televisión
| Año       | Título              | Papel                   | Notas                                           |
| --------- | ------------------- | ----------------------- | ----------------------------------------------- |
| 2009      | Héroes              | Niña                    | Episodio: «Chapter Four: Hysterical blindness»  |
| 2009      | Criminal Minds      | Dani Forester           | Episodio: «Outfoxed»                            |
| 2010      | Chase               | Kayla Edwards           | Episodio: «Pilot»                               |
| 2010      | 90210               | Chica                   | Episodio: «How Much Is That Liam in the Window» |
| 2011      | Kickin' it          | Kelsey Vargas           | Episodio: «Swords and Magic»                    |
| 2011      | The Bling Ring      | Izzy Fishman            | Película de televisión                          |
| 2014      | Grey's Anatomy      | Erin Weaver             | Episodio: «Don't Let's Start»                   |
| 2017      | The Middle          | Estudiante              | Episodio: «The Final Final»                     |
| 2017      | Pretty Little Liars | Willa                   | Episodio: «Til Death Do Us Part»                |
| 2017      | Manic               | Missy                   | Cortometraje de televisión                      |
| 2018      | Everything Sucks!   | Emaline Addario         | Elenco principal; 10 episodios                  |
| 2018      | The Handmaid's Tale | Eden Spencer            | Recurrente (T2); 7 episodios                    |
| 2018      | Sharp Objects       | Alice                   | 2 episodios                                     |
| 2018      | The Wrong Daughter  | Samantha                | Película de televisión                          |
| 2019–2022 | Euphoria            | Cassie Howard           | Elenco principal; 16 episodios                  |
| 2021      | The White Lotus     | Olivia Mossbacher       | Elenco principal; 6 episodios                   |
| 2021–2022 | Robot Chicken       | Varios personajes (voz) | 4 episodios                                     |

### Podcasts
| Año  | Título            | Papel     | Director    | Notas       |
| ---- | ----------------- | --------- | ----------- | ----------- |
| 2021 | Strawberry Spring | Anne Bray | Lee Metzger | 8 episodios |

### Web
| Año  | Título         | Papel       | Notas                            |
| ---- | -------------- | ----------- | -------------------------------- |
| 2017 | In the Vault   | Haley Caren | Elenco principal; 7 episodios    |
| 2020 | Day by Day     | Winnie      | Episodio: «Winnie, Betty and...» |
| 2021 | Downfalls High | Scarlett    | Cortometraje                     |

### Videografía
| Año  | Título      | Intérprete         |
| ---- | ----------- | ------------------ |
| 2019 | «Graveyard» | Halsey             |
| 2023 | «Angry»     | The Rolling Stones |

## Premios y nominaciones
| Año  | Categoría                                                           | Trabajo nominado | Resultado | Ref.   |
| ---- | ------------------------------------------------------------------- | ---------------- | --------- | ------ |
| 2022 | Primetime Emmy a la mejor actriz de reparto - Serie dramática       | Euphoria         | Nominada  | [ 37 ] |
| 2022 | Primetime Emmy a la mejor actriz de reparto - Miniserie o telefilme | The White Lotus  | Nominada  | [ 38 ] |

| Año  | Categoría                                | Trabajo nominado | Resultado | Ref.   |
| ---- | ---------------------------------------- | ---------------- | --------- | ------ |
| 2023 | Mejor actriz en película para televisión | Reality          | Nominada  | [ 39 ] |

| Año  | Categoría                            | Trabajo nominado | Resultado | Ref. |
| ---- | ------------------------------------ | ---------------- | --------- | ---- |
| 2022 | Mejor actriz dramática en televisión | Euphoria         | Nominada  |      |
| 2024 | Mejor actriz cómica en cine          | Anyone But You   | Nominada  |      |

| Año  | Categoría                          | Trabajo nominado | Resultado | Ref.   |
| ---- | ---------------------------------- | ---------------- | --------- | ------ |
| 2022 | Mejor interpretación en televisión | Euphoria         | Nominada  | [ 40 ] |